# In Old Arizona
Pour plus de détails, voir Fiche technique et Distribution.
In Old Arizona est un film américain réalisé par Irving Cummings et Raoul Walsh, sorti en 1928. Il a été récompensé à plusieurs reprises lors de la 2e cérémonie des Oscars.

## Synopsis
Cisco Kid est un bandit qui arrive à avoir toujours un temps d'avance sur le Sergent Mickey Dunn. Son intérêt pour Tonia Maria, une Mexicaine, mène presque à son arrestation, car elle est au service du sergent. Le Kid arrivera à s'échapper en montant un traquenard dans lequel Tonia perdra la vie.

## Fiche technique
- Titre original : In Old Arizona
- Réalisation : Irving Cummings et Raoul Walsh
- Scénario : Tom Barry, d'après la nouvelle "The Caballero's Way" de William Sidney Porter, alias O. Henry
- Costumes : Sam Benson
- Photographie : Arthur Edeson
- Son : Edmund H. Hansen
- Montage : Louis R. Loeffler
- Production : William Fox
- Société de production : Fox Film Corporation
- Société de distribution : Fox Film Corporation
- Pays de production :  États-Unis
- Langue : anglais
- Format : noir et blanc — 35 mm — 1,20:1 — son Mono (Western Electric System)
- Genre : Western
- Durée : 95 minutes
- Dates de sortie :
  - États-Unis : 25 décembre 1928 (Los Angeles, première)
  - États-Unis : 19 janvier 1929 (New York City, première)
  - États-Unis : 20 janvier 1929

## Distribution
- Warner Baxter : Cisco Kid
- Edmund Lowe : Sergent Mickey Dunn
- Dorothy Burgess : Tonia Maria
- J. Farrell MacDonald : Tad
- Fred Warren : le pianiste
- Frank Campeau : un conducteur de bétail
- Tom Santschi : un conducteur de bétail
- Pat Hartigan : un conducteur de bétail
- Roy Stewart : le	Commandant
- James Bradbury Jr. : un soldat
- John Webb Dillon : un soldat
- Frank Nelson : un cowboy
- Duke Martin : un cowboy
- James Marcus : le forgeron
- Alphonse Ethier : le shérif
- Soledad Jiménez : la cuisinière
- Joe Brown : le barman
- Henry Armetta : le barbier
- Ivan Linow : un immigré russe
- Tom London : un cowboy

## Chanson du film
- My Tonia, paroles et musique de Lew Brown, B. G. DeSylva et Ray Henderson

## Distinctions

### Récompenses
- Oscars 1930 : Meilleur acteur pour Warner Baxter

### Nominations
- Oscars 1930 : 
  - Meilleure photographie : Arthur Edeson
  - Meilleur réalisateur : Irving Cummings
  - Meilleur film
  - Meilleur scénario adapté : Tom Barry

## Autour du film
Ce film fait partie d'une série de films ayant pour personnage principal Cisco Kid, dont
- 1914 : The Caballero's Way réalisé par Webster Cullison
- 1919 : The Border Terror réalisé par Harry Harvey
- 1931 : The Cisco Kid réalisé par Irving Cummings
- 1939 : The Return of the Cisco Kid réalisé par Herbert I. Leeds
- 1939 : The Cisco Kid and the Lady réalisé par Herbert I. Leeds
- 1945 : The Cisco Kid Returns réalisé par John P. McCarthy

C'est lors du tournage de ce film que Raoul Walsh eut l'accident de voiture au cours duquel il perdit l'œil droit. Il porta ensuite son célèbre bandeau.